# Christian Dippel

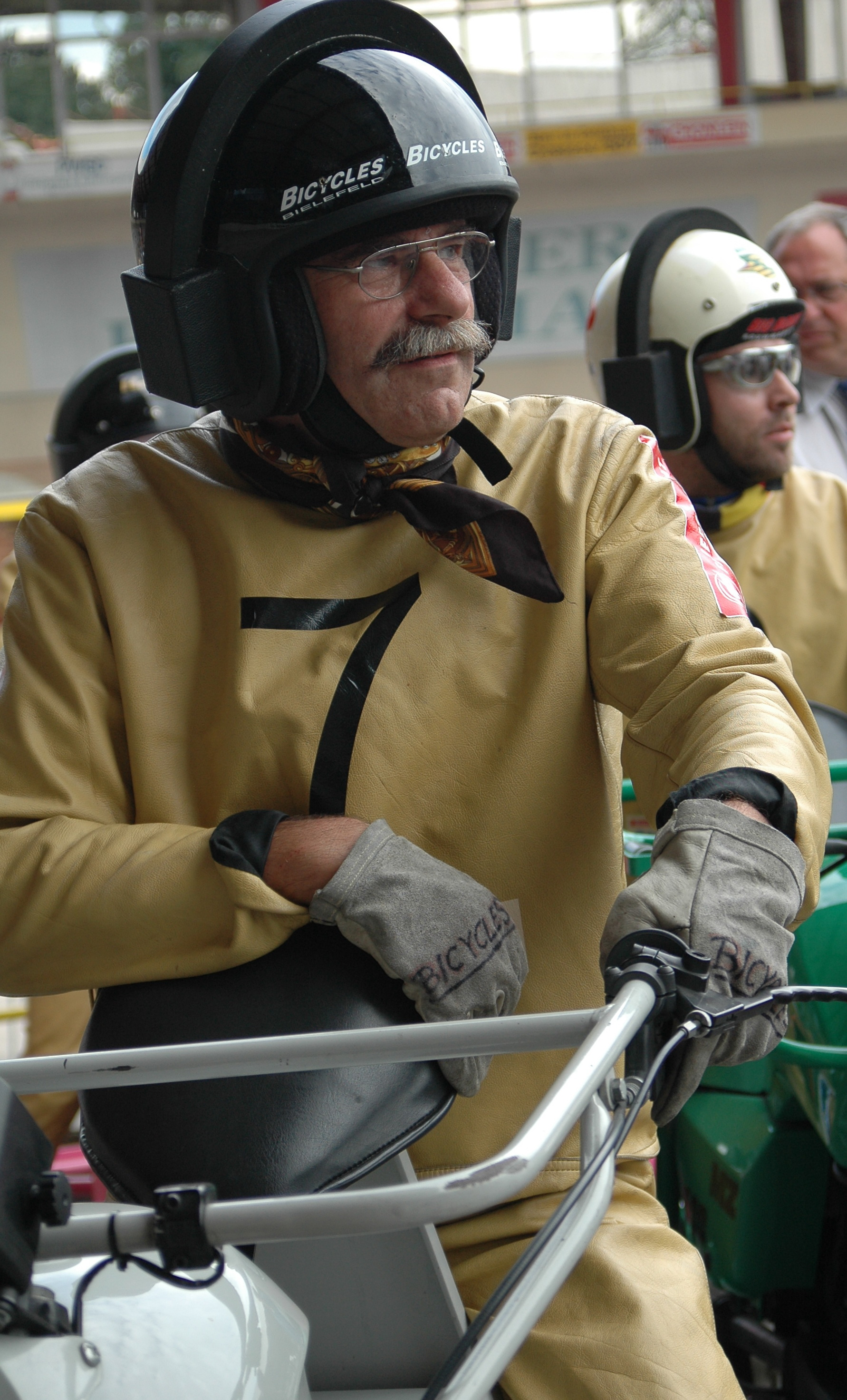
Christian Dippel (2006)

Christian Dippel (* 24. Juli 1947 in Bielefeld) ist ein ehemaliger deutscher Schrittmacher und Radsportler.
Christian Dippel war von 1962 bis 1970 als Radrennfahrer auf Bezirks- und Landesverbandsebene erfolgreich, sowohl im Bahn- und Straßenrennen wie auch im Querfeldeinfahren. Ab 1970 war er als Schrittmacher bei Steher- und Dernyrennen aktiv. Mit einem Titel als Weltmeister und zwei als Europameister bei den Stehern sowie neun Deutschen Meisterschaften im Steherrennen und Dernyrennen war Dippel, seit der Verabschiedung  von Dieter Durst aus dem aktiven Wettkampf, der weltweit erfolgreichste aktive Schrittmacher. Er ist darüber hinaus seit 2001 Erster Vorsitzender des RC Zugvogel Bielefeld von 1923
Am 25. Januar 2018 stürzte Dippel zu Beginn des ersten Dernyrennens bei den Six Day Berlin und erlitt zahlreiche Verletzungen. Nach einem Aufenthalt von vier Wochen Dauer im Unfallkrankenhaus Berlin und mehreren Operationen erklärte er im März seinen Rücktritt vom aktiven Radsport. Im Mai wurde er anlässlich des Pfingstpreises auf der Radrennbahn Forst in den Ruhestand verabschiedet, ohne dass er noch einmal offiziell an den Start ging.
Sein Sohn André Dippel tritt als Schrittmacher in seine Fußstapfen.

## Erfolge als Schrittmacher (Auszug)
- 1976 – Deutscher Meister der Amateur-Steher mit Rainer Podlesch
- 1982 – Europameister der Profi-Steher mit Horst Schütz
- 1983 – Deutscher Meister der Amateur-Steher mit Horst Gewiss
- 1984 – Weltmeister der Profi-Steher mit Horst Schütz
- 1988 – Deutscher Meister der Amateur-Steher mit Sven Harter
- 1996 – Deutscher Meister der Steher (open) mit Torsten Rellensmann
- 1997 – Europameister der Steher (open) mit Sabino Cannone (Italien)
- 1997 – Deutscher Meister Derny mit Uwe Messerschmidt
- 1998 – Deutscher Meister der Steher (open) mit Carsten Podlesch
- 2003 – Deutscher Meister der Steher (open) mit Stefan Klare
- 2004 – Deutscher Meister der Steher (open) mit Stefan Klare
- 2007 – Deutscher Meister der Steher (open) mit Jan Eric Schwarzer